# 경릉 (조선 헌종)
경릉(景陵)은 조선 제24대 왕인 헌종과 정비 효현왕후 김씨, 계비 효정왕후 홍씨의 능이다. 동구릉의 하나로, 1970년 5월 26일 사적 제 193호로 지정되어 있으며, 대한민국 경기도 구리시 인창동에 위치하고 있다.

## 개요
경릉은 조선 왕릉 중 유일하게 세개의 봉분을 가진 왕릉이다. 그러나 이는 제대로 된 왕릉 제도가 아니다.
우선 헌종 9년 1843년 16세로 승하한 효현왕후 김씨의 능을 이 자리에 조성하였고, 능호를 경릉으로 올렸다. 그로부터 6년 후 1849년 헌종이 승하하자 효현왕후 김씨의 우측(누워있는 시신 기준)에 모셨다. 1904년에는 73세로 승하한 헌종 계비 효정왕후 홍씨를 효현왕후 김씨의 좌측에 안장하여, 조선 왕릉 중 유일하게 세 개의 봉분을 가진 왕릉이 완성되었다. 사람들이 경릉을 보면 왕이 가운데에 있을 거라고 생각하지만 제일 오른쪽(누워있는 시신 기준. 정자각에서 바라보는 사람을 기준으로 하면 제일 왼쪽이 된다)이 헌종의 능이고, 가운데가 효현왕후 능침이며, 왼쪽이 계비 효정왕후 능이다. 이런 식으로 장사지낸 예는 경릉이 유일하다.

### 왕이 가운데에 있지 않고 오른쪽에 있는 이유
대개 사람들은 왕이 가운데에 묻혀있을 거라 생각하는데, 당시의 사상으로는 무덤에선 우측(누워있는 시신 기준)이 상석으로 여겨졌기 때문에 헌종은 효현왕후의 오른쪽에, 계비인 효정왕후는 정비인 효현왕후의 왼쪽에 묻힌 것이다. 이는 다른 능에서도 마찬가지인데, 유독 덕종(의경세자)과 소혜왕후(인수대비)의 무덤에서는 소혜왕후가 상좌인 우측에 안장되어 있다. 남편인 덕종은 죽을 때 세자 신분이었지만, 부인인 소혜왕후는 대왕대비의 신분이었기 때문이다. 남존 여비보다 왕실의 서열이 우선된 것이다.
살아있을 때는 이와 반대로 좌측(앉아있는 사람 기준)이 상석이 된다. 요새 사극에서는 왕이 우측 왕비가 좌측에 앉아있는 경우가 많은데, 이는 잘못된 것이다.
단, 대한제국의 유릉에서는 황제가 가운데에 위치하고 양 옆에 황후가 위치하게 된다.

## 같이 보기
- 조선의 왕릉
- 동구릉